# Wielki Las (rejon soligorski)
Wielki Las (biał. Вялікі Лес; ros. Великий Лес) – wieś na Białorusi, w obwodzie mińskim, w rejonie soligorskim, w sielsowiecie Dołhe, przy drodze republikańskiej .
W dwudziestoleciu międzywojennym leżał w Polsce, w województwie poleskim, w powiecie łuninieckim, w gminie Lenin (Sosnkowicze). Mieściła się tu wówczas strażnica KOP „Wielki Las”.